# Bataille de Datsutagba
Guerre Ada-Anlo (1865-1866)
La bataille de Datsutagba est livrée le 12 avril 1866 dans la Région de la Volta au Ghana pendant la guerre qui oppose en 1865 et 1866, les Anlo, un peuple appartenant à l'ethnie Ewe, et leurs alliés, aux Ada soutenus par le Royaume-Uni. Une armée Anlo appuyée par des contingents alliés, tend une embuscade à une colonne britannique, mais elle tombe à court de munitions et prise à revers par des guerriers akuapem qui combattent aux côtés des Européens, elle est mise en déroute.

## Sources
- (en) Daniel Miles McFarland, Historical dictionary of Ghana, Metuchen, N.J, Scarecrow Press, coll. « African historical dictionaries » (no 39), 1985, 296 p. (ISBN 978-0-810-81761-6)